# Lut de Block
Lutgarde Jozef Amandine (Lut) De Block (Hamme, 28 december 1952) is een Vlaamse dichteres.

## Biografie
De Block vond in februari 1963 haar vader dood aan de keukentafel. Dit trauma was een belangrijke inspiratiebron voor haar vroege werk. Ze debuteerde in 1984  met de dichtbundel Vader, waar ze de Yang Poëzieprijs voor in ontvangst mocht nemen. In 1993 schreef ze de korte roman Huizen van gras, waar hoofdpersonage Elvire worstelt met het overlijden van haar vader. In 1997 volgde de dichtbundel Entre deux mers, waarvoor ze de  Arthur Merghelynckprijs en de Provinciale Prijs voor Letterkunde van Oost-Vlaanderen kreeg. In 2007 werd ze benoemd tot eerste plattelandsdichter van Oost-Vlaanderen. Ze bleef dit tot 2012. Ze schreef hiervoor in opdracht gedichten, die verzameld werden in de bundels Het hulst van de lente en Door de bomen het bos.
De Block werkte als freelance-journaliste en copywriter voor onder andere Knack en De Standaard. Ze woonde enkele jaren in Parijs en Luxemburg. In 2002 studeerde ze af als licentiate in de wijsbegeerte aan de Universiteit Gent.

## Werken
- Vader (1984), poëzie
- Landziek (1988), poëzie
- Huizen van gras (1993), roman
- Entre deux mers (1997), poëzie
- De luwte van het late middaguur’’ (2002), poëzie,
- Het onverborgene (2006), poëzie
- Het holst van de lente. Plattelandsgedichten 2007 – 2009 (2010), poëzie
- Door de bomen het bos (2012), poëzie

Haar werk is vertaald in het Frans, het Engels en het Afrikaans
- Ni gagnants, ni perdants (2000)

## Prijzen
- 1984 - Yang Poeziëprijs
- 2000 - Arthur Merghelynckprijs
- 2001 - Provinciale Prijs voor Letterkunde van Oost-Vlaanderen
- 2013 - Gedichtenwedstrijd Juweel Pattyn